# Recesende (Castroverde)
Recesende (llamada oficialmente San Cibrao de Recesende) es una parroquia y una aldea española del municipio de Castroverde, en la provincia de Lugo, Galicia.

## Organización territorial
La parroquia está formada por tres entidades de población, constando dos de ellas en el nomenclátor del Instituto Nacional de Estadística español:
- A Penalonga
- Recesende
- Santa Eufemia

## Demografía

### Parroquia
| Gráfica de evolución demográfica de Recesende (parroquia) entre 2000 y 2019 |
|                                                                             |
| Datos según el nomenclátor publicado por el INE.                            |

### Aldea
| Gráfica de evolución demográfica de Recesende (aldea) entre 2000 y 2019 |
|                                                                         |
| Datos según el nomenclátor publicado por el INE.                        |